# Micronotus caudatus
Micronotus caudatus är en insektsart som först beskrevs av Henri Saussure 1861.  Micronotus caudatus ingår i släktet Micronotus och familjen torngräshoppor. Inga underarter finns listade i Catalogue of Life.